# Combre
Combre település Franciaországban, Loire megyében. Lakosainak száma 413 fő (2022. január 1.). Combre Thizy-les-Bourgs, Montagny és Saint-Victor-sur-Rhins községekkel határos.

## Népesség
A település népességének változása:
| Lakosok száma | 169  | 182  | 267  | 346  | 435  | 436  | 439  | 426  | 419  | 413  |
|               | 1968 | 1982 | 1990 | 2006 | 2013 | 2015 | 2017 | 2019 | 2020 | 2022 |